# John Mowlem
John Mowlem (ur. 9 sierpnia 1870 w Wainuiomata, zm. 12 października 1951 w Taurandze) – nowozelandzki rugbysta, reprezentant kraju.
Dla Manawatu w latach 1890–1893 rozegrał trzynaście meczów. Do nowozelandzkiej reprezentacji został powołany w 1893 roku na serię jedenastu spotkań w Australii i zagrał w czterech z nich. Po przeprowadzce do Greytown czterokrotnie w 1894 roku wystąpił w barwach Wairarapa.